# Bifrenaria atropurpurea
Bifrenaria atropurpurea é uma espécie de orquídea epífita de crescimento cespitoso que só existe do Espírito Santo, Rio de Janeiro e Minas Gerais, no Brasil, onde habita florestas úmidas. Pertence ao grupo das Bifrenaria grandes, as quais nunca foram classificadas nos gêneros Adipe ou Stenocoryne. Pode ser facilmente reconhecida por suas flores comparativamente pequenas de cor púrpura com manchas amarronzadas e pelo calcar na base de seu labelo, que se curva ligeiramente para trás.